# Општина Богданци
Општина Богданци је једна од 10 општина Југоисточног региона у Северној Македонији. Седиште општине је истоимени град Богданци.
Општина Богданци једна је од општина са бројнијом српском мањином у Северној Македонији.

## Положај
Општина Богданци налази се у јужном делу Македоније и гранична је са Грчком на југу. Са других страна налазе се друге општине Северне Македоније:
- север — Општина Валандово
- исток — Општина Дојран
- запад — Општина Ђевђелија

## Природне одлике
Рељеф: Општина Богданци налази се у плодној Ђевђелијској котлини, коју гради река Вардар у доњем делу свог тока. Западни део општине је низијски, а источни део општине је брдски.
Клима у општини је топлија варијанта умерене континенталне климе због утицаја Средоземља.
Воде: Река Вардар је најзначајнији водоток у општини и сви мањи водотоци се уливају у ову реку.

## Становништво
Општина Богданци имала је по последњем попису из 2002. г. 8.707 ст., од чега у седишту општине, граду Богданцима, 6.011 ст. (69%). Општина је средње густо насељена, али је сеоско подручје много ређе насељено.
Национални састав по попису из 2002. године био је:
|           | Број  | Постотак |
| Укупно    | 8.707 | 100%     |
| Македонци | 8.093 | 92,9%    |
| Срби      | 525   | 6,0%     |
| остали    | 89    | 1,0%     |

## Насељена места
У општини постоји 4 насељена места, једно градско (Богданци), а остала 3 са статусом села:
(** — насеље са српском већином)
- Богданци
- Ђавато
- Селемлија**
- Стојаково